# Tuhár
Tuhár este o comună slovacă, aflată în districtul Lučenec din regiunea Banská Bystrica. Localitatea se află la altitudinea de 384 m deasupra n.m., se întinde pe o suprafață de 17,56 km2 și în 2017 număra 365 de locuitori.

## Istoric
Localitatea Tuhár este atestată documentar din 1573.

## Demografie
| An:                | 1994 | 2004    | 2014    | 2024    |
| ------------------ | ---- | ------- | ------- | ------- |
| Număr de persoane: | 471  | 414     | 370     | 326     |
| Diferență:         |      | −12,10% | −10,62% | −11,89% |

| An:                | 2023 | 2024   |
| ------------------ | ---- | ------ |
| Număr de persoane: | 333  | 326    |
| Diferență:         |      | −2,10% |